# Donjeux, Haute-Marne

Donjeux este o comună în departamentul Haute-Marne din nord-estul Franței. În 2009 avea o populație de 398 de locuitori.

## Evoluția populației
| An        | 1975 | 1982 | 1990 | 1999 | 2006 | 2009 |
| --------- | ---- | ---- | ---- | ---- | ---- | ---- |
| Populație | 449  | 483  | 452  | 405  | 403  | 398  |